# Achasja av Israel
Achasja (hebreiska: אחזיהו המלך) född cirka 870 f.Kr., död cirka 850 f.Kr., var kung av Israel och son till Ahab och Jisebel. William F. Albright menar att hans regeringstid varade mellan 850 f.Kr. och 849 f.Kr., medan E. R. Thiele menade att den varade mellan 853 f.Kr. och 852 f.Kr.. Författaren till Första Kungaboken kritiserade honom för att han följde i fadern Ahabs fotspår. Achasja hann bara regera en kort tid i Samaria innan han avsattes av Elia. Han efterträddes av sin bror, Joram.